# Tyri
Tyri är en sjö i Älvdalens kommun i Dalarna och ingår i Dalälvens huvudavrinningsområde. Sjön är 5 meter djup, har en yta på 0,791 kvadratkilometer och befinner sig 443,4 meter över havet.

## Delavrinningsområde
Tyri ingår i det delavrinningsområde (681067-136424) som SMHI kallar för Ovan Äsjöån. Medelhöjden är 447 meter över havet och ytan är 11,41 kvadratkilometer. Räknas de 22 avrinningsområdena uppströms in blir den ackumulerade arean 230,96 kvadratkilometer. Horrmundsvallen (Björnån) som avvattnar avrinningsområdet har biflödesordning 3, vilket innebär att vattnet flödar genom totalt 3 vattendrag innan det når havet efter 482 kilometer. Avrinningsområdet består mestadels av skog (53 procent) och sankmarker (33 procent). Avrinningsområdet har 1,26 kvadratkilometer vattenytor vilket ger det en sjöprocent på 11 procent.